# Mercy (album)
Mercy is het eerste album van de Texaanse singer-songwriter Sam Baker. Vanwege zijn verhalende liedjes werd hij vergeleken met mede-Texanen als John Prine, Guy Clark en Townes van Zandt: meeslepende korte verhalen die hij met weinig woorden zeer beeldend weet te vertellen, met ingehouden begeleiding.

## Musici
- Sam Baker - zang, akoestische gitaar, mondharmonica
- Mike Daly - pedalsteel, resonatorgitaar
- Ron DeLaVega - contrabas, cello
- Mickey Grimm - drums, slagwerk
- Tim Lorsch - viool, mandoline
- Walt Wilkins - zang, akoestische gitaar

Gastmuzikanten
- Tim Carter - banjo
- Jessi Colter - zang
- Chris Baker-Davies - zang
- Stephanie Urbina Jones - zang
- Michael Kelsh - zang
- Rick Plant - gitaar
- Britt Savage - zang
- Randy Wayne Sitzler - zang
- Kevin Welch - zang
- Joy Lynn White - zang
- Tina Mitchell Wilkins - zang

## Tracks
1. Waves
2. Truale
3. Baseball
4. Thursday
5. Change
6. Pony
7. Kitchen
8. Iron
9. Prelude
10. Steel
11. Angels
12. Mercy